# Ashley Burnham
Ashley Burnham (1990), nacida como Ashley Callingbull, es una modelo y actriz canadiense.
Es descendiente de la tribu enoch cree, que se cree que vivía en Alberta. Fue la primera canadiense vencedora del torneo mundial de Señora más Bella del Universo
(Mrs. Universo) celebrado en Minsk (Bielorrusia). El concurso también está abierto a concursantes casadas.